# Ілфорд фото

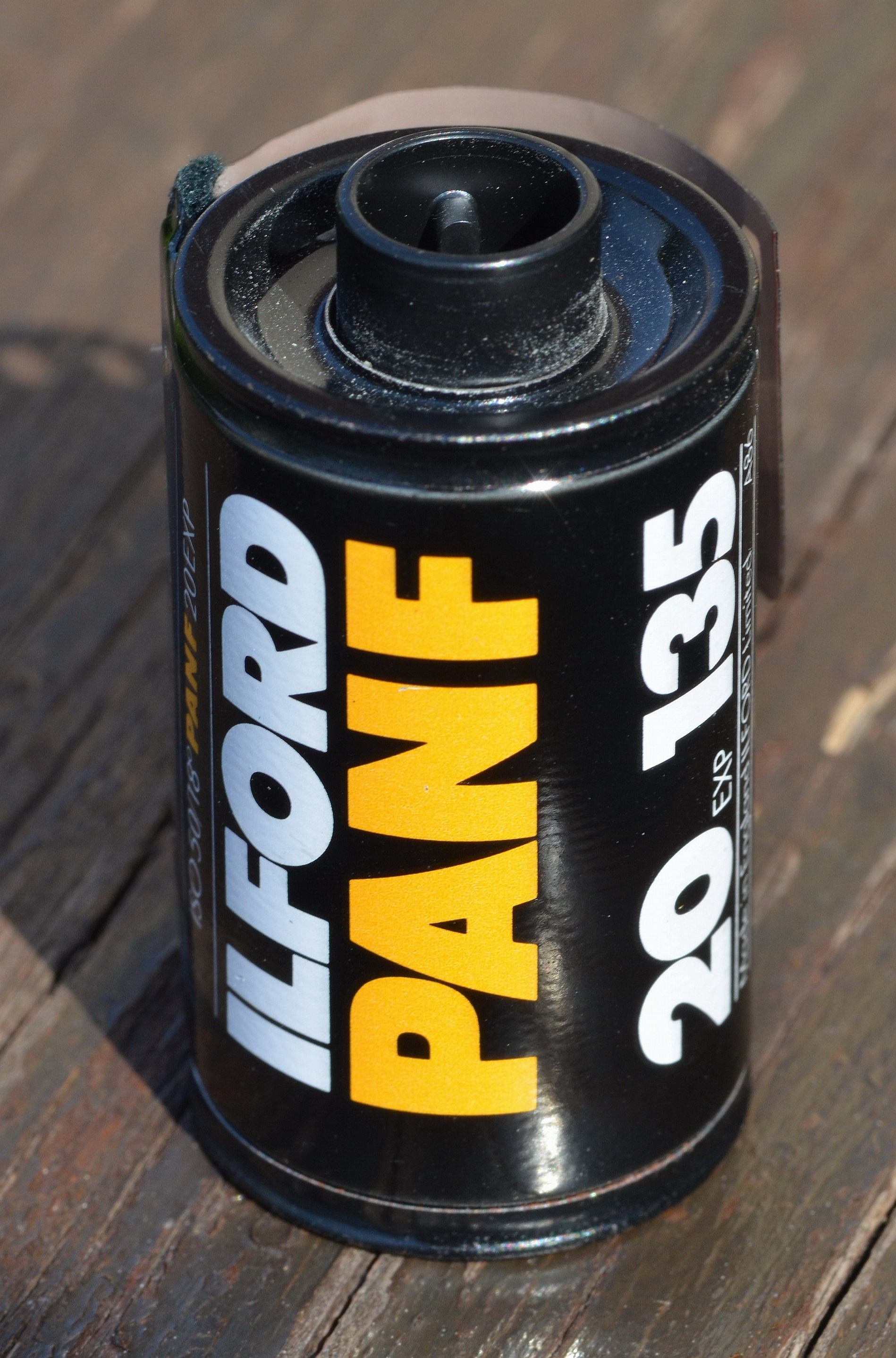
Чорно-біла плівка Ilford PAN F

Британська компанія Harman Technology або Ilford Photo, займається виробництвом фотоматеріалів. Відома всьому світу завдяки своїй чорно-білій плівці, паперу для аналогового друку та фото-хімікатам бренду ILFORD. Також в історії компанії присутні публікації посібників із усього, що стосується фото-процесу включаючи оптику, фізику та хімію, а також рецепти для багатьох проявників, такий посібник має назву Ilford Manual of Photography.
Перебуваючи у власності промислового конгломерату ICI в 1960-х роках, компанія виробляла ряд матеріалів для кольорового друку під брендами Ilfochrome та Ilfocolor на окремому заводі в Швейцарії, розробленому в партнерстві зі швейцарською компанією CIBA-Geigy, яка пізніше перекупила частку акцій у ICI. У 2000-х роках, активний перехід на використання цифрових технологій у кіновиробництві, а також частковий занепад кіноринку призвели до того, що британська та швейцарська компанії збанкрутували близько 2004 року, але першу було викуплено іншою кампанією, тож врятована Harman Technology Ltd донині продовжує виробництво традиційних чорно-білих фотоматеріалів під брендами ILFORD, Kentmere та Harman.
Бренд ILFORD також дає назву лінійці паперу для струменевих принтерів і одноразових кольорових плівкових камер , які виготовляються залишками колишнього швейцарського підрозділу компанії, Ilford Imaging Europe, але крім спільної спадщини зв'язку між двома компаніями немає.

## Історія

### Компанія Britannia Works

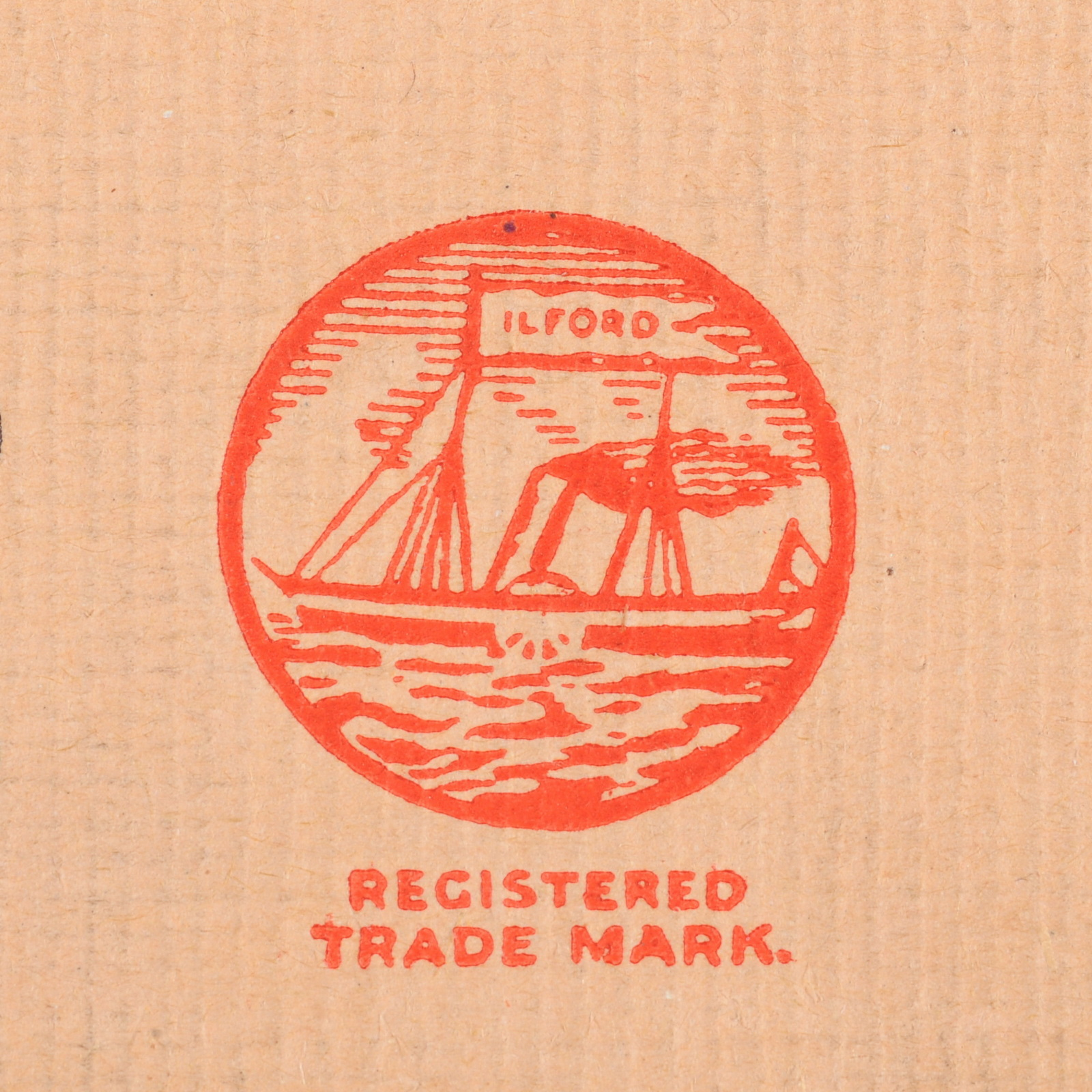
Логотип Ilford Ltd. з 1930-х років

Компанію було засновано в 1879 році Альфредом Г'ю Гарманом під назвою Britannia Works Company.  Спочатку мануфактура виготовляла фотопластинки, а потім переїхала у велике приміщення в центрі Ілфорда тож змінила назву.

## Продукція компанії Ilford

### Плівка
- Pan F Plus 50
- Ilford PAN 100, 400
- FP4 Plus 125
- HP5 Plus 400
- Delta 100, 400, й 3200
- XP2 Super 400
- SFX 200
- Ortho Plus 80

### Проявники
- Ilford ID-11
- Ilfosol 3
- Ilfotec DD, DD-X, HC, LC 29, та RT Rapid
- Microphen
- Perceptol
- Phenisol
- Simplicity Developer

### Закріплювачі, тонери та інші хімічні реактиви
- Hypam fixer
- Ilford 2000 RT Fixer та Rapid Fixer
- Ilfostop
- Ilfotol wetting agent
- Ilford Washaid
- Harman Selenium Toner
- Simplicity Stop
- Simplicity Fix

## Додаткові матеріали
- Фотоплівка
- Список фотоплівок
- Список знятих з виробництва фотоплівок
- Фотопапір
- Темна кімната

## Список джерел
1. ↑  ILFORD ILFOCOLOR Rapid Retro. www.ilford.com. Процитовано 19 лютого 2022.
2. ↑  R J Hercock and G A Jones (1979), Silver by the Ton. A history of Ilford Ltd 1879–1979, London: McGraw-Hill Book Company (UK) Ltd, 1979.

## Зовнішні посилання
- Фото ILFORD
- Технологія HARMAN
- Лабораторія HARMAN
- Лабораторія HARMAN США
- CR Kennedy & Company Pty Ltd